# Omnibus (Hongkong)
Omnibus. Blätter für Ernst und Scherz war eine Zeitschrift in Hongkong 1866. Sie war die erste deutschsprachige Zeitung in Asien.

## Geschichte
Omnibus wurde von Mitarbeitern des Handelsunternehmens Wm. Pustau & Co. in Hongkong herausgegeben, das vom Hamburger Kaufmann Wilhelm Pustau begründet worden war. Sie leitete ihren Namen wahrscheinlich vom Hamburger Omnibus. Illustrirtes Wochenblatt (1862–1876) ab.
In der Nr. 3 vom 8. Juni 1866 gab es verschiedene Aufsätze über und für die Deutschen, die in China lebten, dazu Anzeigen und ein Gedicht an Deutschland. Die Redaktion beklagte sich aber über eine zu geringe Teilnahme und Unterstützung. Zu diesem Zeitpunkt erschien die Zeitung zweimal wöchentlich.
Weitere Informationen über die Zeitung sind nicht bekannt, sie wurde wahrscheinlich sehr bald danach eingestellt.